# Kuzinellus neosoleiger
Kuzinellus neosoleiger är en spindeldjursart som först beskrevs av Gupta 1981.  Kuzinellus neosoleiger ingår i släktet Kuzinellus och familjen Phytoseiidae. Inga underarter finns listade i Catalogue of Life.